# George W. G. Allen
Pour les articles homonymes, voir Allen.
George W. G. Allen, né en 1891 et mort en 1940, est un pionnier de la photographie aérienne à des fins de recherche archéologique. 

## Biographie
Né le 12 janvier 1891 à Oxford, il est le fils aîné de John Allen (1857-1934). George Allen étudie à Boxgrove School, Guildford et Clifton College. Il fréquente l'académie royale militaire à Woolwich, mais comme il n'est pas en mesure d'entrer dans le Royal Engineers il part pour devenir ingénieur en tant que civil, et  travaille pour Humphreys and Sons, en tant qu'ingénieur-conseil en génie hydraulique sur la côte est de l'Afrique, avant de devenir  directeur de l'entreprise de son père. Au cours de la Première Guerre mondiale, il sert dans le Royal Tank Corps et reçoit la Croix Militaire, il retourne à l'entreprise de son père après la guerre.

## Photographie aérienne de sites archéologiques
En 1929, il apprend à voler et achète un de Havilland Puss Moth rouge, qu'il appelle Maid of the Mist, le premier avion privé à Oxford, qu'il garde sur son propre terrain d'aviation à Clifton Hampden. Pilotant son avion et à l'aide d'un appareil-photo artisanal, il réalise des photographies aériennes prises entre 1933 et 1938 de sites archéologiques connus et inconnus.
Il prend environ 2000 photographies, la plupart obliques, prises à une altitude de seulement 300-450 mètres, une contribution qui permet l'interprétation par O. G. S. Crawford des sites archéologiques dans le Wiltshire, l'Hampshire, le Kent, le Somerset, le Hertfordshire, le Dorset, le Gloucestershire et le Lincolnshire, mais plus particulièrement dans l'Oxfordshire
En 1936, il est élu Fellow de la Society of Antiquaries. 
Il meurt dans un accident de moto en novembre 1940.
Après sa mort, son appareil photo et ses photographies sont remises au Ashmolean Museum.